# Pinglep
Pinglep är en ö i Marshallöarna.  Den ligger i kommunen Jaluit, i den södra delen av Marshallöarna, 250 km sydväst om huvudstaden Majuro. Arean är 1,1 kvadratkilometer.
Terrängen på Pinglep är mycket platt. Öns högsta punkt är 21 meter över havet. Den sträcker sig 1,4 kilometer i nord-sydlig riktning, och 2,2 kilometer i öst-västlig riktning.